# Les Envoûtés (film, 2019)
Pour les articles homonymes, voir Les Envoûtés.
Pour plus de détails, voir Fiche technique et Distribution.
Les Envoûtés est un drame français réalisé par Pascal Bonitzer, d'après la nouvelle Les Amis des amis d'Henry James.

## Synopsis
Pour le « récit du mois », Coline, pigiste pour un magazine féminin, est envoyée au fin fond des Pyrénées interviewer Simon, un artiste un peu sauvage qui aurait vu lui apparaître le fantôme de sa mère à l’instant de la mort de celle-ci. Interview qu’elle est d’autant plus curieuse de faire que sa voisine la belle Azar prétend, elle, avoir vu le fantôme de son père. Simon, au cours de la nuit de leur rencontre, tente de séduire Coline, qui lui résiste mais tombe amoureuse.

## Fiche technique
- Titre : Les Envoûtés
- Réalisation : Pascal Bonitzer
- Scénario : Pascal Bonitzer et Agnès de Sacy, d'après la nouvelle Les Amis des amis, aussi connue sous le nom de Comment tout arriva, de Henry James
- Musique originale : Bruno Coulais
- Photographie : Pierre Milon
- Montage : Elise Fievet
- Décors : Manu de Chauvigny
- Costumes : Marielle Robaut
- Son : Brigitte Taillandier
- Producteurs : Saïd Ben Saïd et Michel Merkt
- Sociétés de production : SBS Productions
- Sociétés de distribution : SBS Distribution
- Genre : Drame
- Durée : 90 min.
- Date de sortie : 11 décembre 2019

## Distribution
- Nicolas Duvauchelle : Simon
- Sara Giraudeau : Coline
- Nicolas Maury : Sylvain
- Josiane Balasko : Leonora Evesco
- Anabel Lopez : Azar
- Iliana Lolic : Pilar
- Jérôme Kircher : L'amant de Pilar